# Taurian Fontenette
Taurian Fontenette, conocido como The Air Up There o Mr. 720, es un streetballer que formó parte del And1 Mixtape Tour. Con 1.88m de estatura este baloncestista callejero ha marcado una nueva era en lo que a la habilidad del "mate" se refiere, realizando giros de 360° en el aire pasándose la pelota por debajo de las piernas, y el famoso y mítico mate de 2 vueltas en el aire, realizando así un mate de 720°, lo que muchos consideraban hasta ahora imposible de hacer. Este gran jugador está intentando realizar un 360° pasándose el balón por las dos piernas lo que hasta ahora parece impossible de realizar.
Sin duda, estamos cuanto menos delante de un matador que ha cambiado la historia de entender las "clavadas", todo un mito de aquí a un tiempo, que de momento no se sabe donde podrá llegar.
Ha sido integrante del "Tour AND1" durante 2006 y 2007, pero en el nuevo equipo del 2008 no entra a formar parte, así que no se sabe que ha sido de él. 
De lo que si se tiene constancia es que ahora (en verano de 2008) forma parte de los "Team Flight Brothers" que son la élite de matadores de todo el mundo, así como también realiza videos en los que se le ve realizando mates para HOOPMIXTAPE. COM. 
- Datos: Q7688878